# Macrozamia moorei

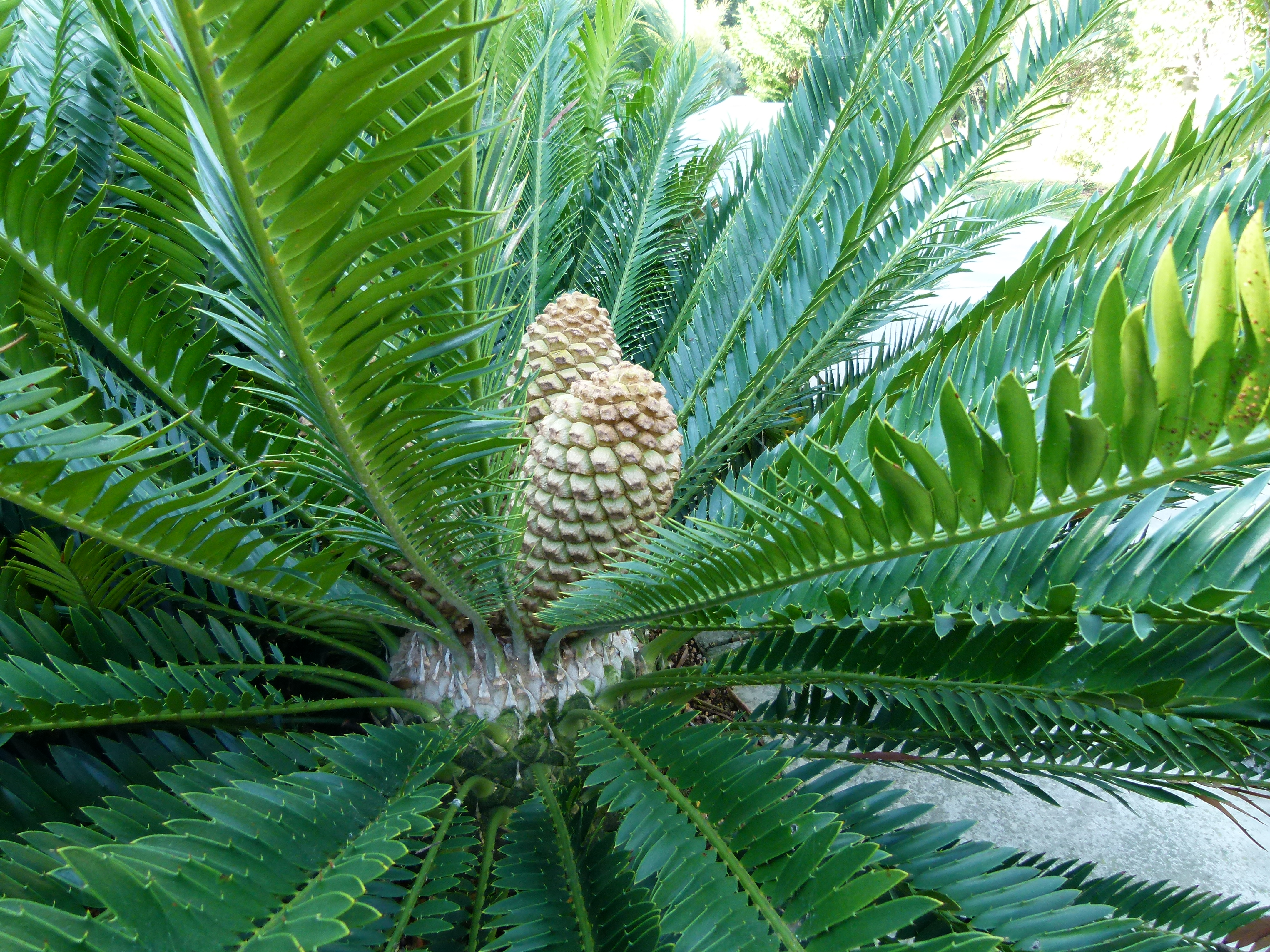
Detall de les fulles

Macrozamia moorei és una espècie de gimnosperma de la divisió Cycadophyta, família Zamiaceae. Creix a les selves de la costa australiana de la regió de Queensland (Austràlia), d'on n'és originària. És una planta robusta de regions subtropicals que tolera molt bé la sequera i les gelades importants. És cultivada per vivers especials com a planta ornamental.
És l'espècie més alta del gènere Macrozamia, podent desenvolupar un tronc imponent i arribant a mesurar 7 metres d'alçada amb un diàmetre de tronc de 50-80 cm. Forma una gran corona d'un centenar de fulles laxes de color verd-blavós fosc de fins a 2,5 m de llarg, amb pecíols curts que porten nombroses espines i de 120 a 220 folíols, mesurant cada folíol de 20 a 35 cm de llarg i 5-10 mm d'ample. Les fulles pinnades recorden molt les d'una palmera.
És una planta dioica. Els individus masculins produeixen més de 20 cons, mentre que els femenins només 2 o 4 cons. Els seus brots creixen per desenrotllament en un procés anomenat vernació circinada. Les llavors són anguloses, oblongues o ovoides. Els seus pol·linitzadors són coleòpters.
Els aborígens deixaven el fruit en remull una setmana i després el torraven per poder-lo menjar. La part carnosa que envolta les llavors és molt tòxica i d'efectes cancerígens.
L'epítet moorei va ser atorgat per Ferdinand von Mueller el 1881, en honor de Charles Moore (1820-1905), director del Real Jardí Botànic de Sydney.